# Collegio uninominale Veneto - 09
Il collegio elettorale uninominale Veneto - 09 è stato un collegio elettorale uninominale della Repubblica Italiana per l'elezione del Senato tra il 2017 ed il 2022.

## Territorio
Come previsto dalla legge elettorale italiana del 2017, il collegio era stato definito tramite decreto legislativo all'interno della circoscrizione Veneto.
Era formato dal territorio di 57 comuni: Albaredo d'Adige, Angiari, Arcole, Bardolino, Belfiore, Bevilacqua, Bonavigo, Boschi Sant'Anna, Bovolone, Bussolengo, Buttapietra, Caldiero, Casaleone, Castagnaro, Castel d'Azzano, Castelnuovo del Garda, Cavaion Veronese, Cerea, Cologna Veneta, Concamarise, Costermano sul Garda, Erbè, Garda, Gazzo Veronese, Isola della Scala, Isola Rizza, Lazise, Legnago, Minerbe, Mozzecane, Nogara, Nogarole Rocca, Oppeano, Palù, Peschiera del Garda, Povegliano Veronese, Pressana, Ronco all'Adige, Roverchiara, Roveredo di Guà, Salizzole, San Giovanni Lupatoto, San Pietro di Morubio, Sanguinetto, Sommacampagna, Sona, Sorgà, Terrazzo, Torri del Benaco, Trevenzuolo, Valeggio sul Mincio, Veronella, Vigasio, Villa Bartolomea, Villafranca di Verona, Zevio, Zimella.
Il collegio era parte del collegio plurinominale Veneto - 02.

## Eletti
| Elezione | Elezione      | Senatore                                                 | Partito           | Note                       |
| -------- | ------------- | -------------------------------------------------------- | ----------------- | -------------------------- |
|          | 2018          | Stefano Bertacco                                         | Fratelli d'Italia | Deceduto il 14 giugno 2020 |
| 2020 (S) | Luca De Carlo | Eletto alle elezioni suppletive del 20-21 settembre 2020 | Fratelli d'Italia |                            |

## Dati elettorali

### XVIII legislatura

#### Elezioni del 2018
Come previsto dalla legge elettorale, 116 senatori erano eletti con sistema a maggioranza relativa in altrettanti collegi uninominali a turno unico.
| Candidati              | Candidati                  | Voti    | %     | Liste                           | Voti    | %     |
| ---------------------- | -------------------------- | ------- | ----- | ------------------------------- | ------- | ----- |
|                        | Stefano Bertacco ✔️ Eletto | 126 672 | 54,04 | Lega                            | 80 785  | 34,47 |
| Forza Italia           | Stefano Bertacco ✔️ Eletto | 126 672 | 54,04 | 29 819                          | 12,72   |       |
| Fratelli d'Italia      | Stefano Bertacco ✔️ Eletto | 126 672 | 54,04 | 10 871                          | 4,64    |       |
| Noi con l'Italia - UDC | Stefano Bertacco ✔️ Eletto | 126 672 | 54,04 | 5 197                           | 2,22    |       |
|                        | Monica Bianchetti          | 55 925  | 23,86 | Movimento 5 Stelle              | 55 925  | 23,86 |
|                        | Maurizio Facincani         | 35 814  | 15,28 | Partito Democratico             | 30 514  | 13,02 |
| +Europa                | Maurizio Facincani         | 35 814  | 15,28 | 3 773                           | 1,61    |       |
| Civica Popolare        | Maurizio Facincani         | 35 814  | 15,28 | 777                             | 0,33    |       |
| Italia Europa Insieme  | Maurizio Facincani         | 35 814  | 15,28 | 750                             | 0,32    |       |
|                        | Rosa Mancuso               | 3 671   | 1,57  | Liberi e Uguali                 | 3 671   | 1,57  |
|                        | Claudio Corradi            | 3 434   | 1,47  | Il Popolo della Famiglia        | 3 434   | 1,47  |
|                        | Nicola Tomizioli           | 3 278   | 1,40  | CasaPound                       | 3 278   | 1,40  |
|                        | Roberta Centenari          | 2 085   | 0,89  | Italia agli Italiani            | 2 085   | 0,89  |
|                        | Bruno Leandro Siviero      | 1 450   | 0,62  | Grande Nord                     | 1 450   | 0,62  |
|                        | Guido Comazio              | 855     | 0,36  | Potere al Popolo!               | 855     | 0,36  |
|                        | Sabrina Pomari             | 813     | 0,35  | Partito Valore Umano            | 813     | 0,35  |
|                        | Elisabetta Castellano      | 235     | 0,10  | Per una Sinistra Rivoluzionaria | 235     | 0,10  |
|                        | Edoardo Fiore              | 151     | 0,06  | PRI - ALA                       | 151     | 0,06  |
| Totale                 | Totale                     | 234 383 | 100   |                                 | 234 383 | 100   |
|                        |                            |         |       |                                 |         |       |
| Voti non validi        | Voti non validi            | 5 310   | 2,22  |                                 |         |       |
| Votanti                | Votanti                    | 239 693 | 78,85 |                                 |         |       |
| Elettori               | Elettori                   | 303 968 |       |                                 |         |       |

#### Elezioni suppletive del 2020
|                               | Luca De Carlo ✔️ Eletto | Lega - Forza Italia - Fratelli d'Italia | 132 907 | 71,87 |  |  |  |  |  |
|                               | Matteo Melotti          | Partito Democratico                     | 35 059  | 18,96 |  |  |  |  |  |
|                               | Emanuele Sterzi         | Movimento 5 Stelle                      | 16 967  | 9,17  |  |  |  |  |  |
| Totale                        | Totale                  | Totale                                  | 184 933 | 100   |  |  |  |  |  |
|                               |                         |                                         |         |       |  |  |  |  |  |
| Voti non validi               | Voti non validi         | Voti non validi                         | 17 020  | 8,43  |  |  |  |  |  |
| Votanti                       | Votanti                 | Votanti                                 | 201 953 | 61,86 |  |  |  |  |  |
| Elettori                      | Elettori                | Elettori                                | 326 475 |       |  |  |  |  |  |
|                               |                         |                                         |         |       |  |  |  |  |  |
| Data: 20-21 settembre 2020    |                         |                                         |         |       |  |  |  |  |  |
| Fonte: Ministero dell'interno |                         |                                         |         |       |  |  |  |  |  |